# Dario Cologna
Dario Alonzo Cologna (* 11. März 1986 in Santa Maria Val Müstair, heute Gemeinde Val Müstair, Kanton Graubünden) ist ein ehemaliger Schweizer Langläufer. Er gewann in der Saison 2008/09 als erster Schweizer überhaupt den Gesamtweltcup im Langlauf. Bei Olympischen Spielen gewann er vier Goldmedaillen, bei Weltmeisterschaften eine. Viermal konnte er die Tour de Ski sowie die Gesamtwertung des Skilanglauf-Weltcups für sich entscheiden.

## Leben und Karriere
Dario Cologna stammt aus dem Münstertal und spricht als Muttersprache das regionale Idiom des Rätoromanischen. Im Alter von fünf Jahren begann er mit dem alpinen Skisport. Bis er 1999 zum Skilanglauf wechselte, war er des Weiteren im Radsport und im Fussball aktiv. Während seiner Jugend gewann Cologna zahlreiche Medaillen auf nationaler Ebene.
2004 nahm er erstmals an nordischen Juniorenweltmeisterschaften teil. Im norwegischen Stryn belegte er beim Sieg des Deutschen Franz Göring über 10 Kilometer den 24. Platz und wurde mit der Schweizer Staffel Achter. Ein Jahr später konnte er bei den Juniorenweltmeisterschaften in Rovaniemi über die gleiche Distanz den 23. Platz und in der Verfolgung den 29. Platz erkämpfen. Seine erste internationale Medaille gewann Cologna bei den nordischen Juniorenweltmeisterschaften 2006 in Kranj. Beim Sieg des Titelverteidigers Petter Northug gewann er hinter Martin Jakš die Bronzemedaille über 10 Kilometer klassisch. Im Verfolgungswettbewerb belegte er den 22. Platz.
In der Saison 2006/07 gelangen Cologna vier Podiumsplatzierungen im Skilanglauf-Alpencup (auch OPA-Cup), darunter auch ein Sieg im österreichischen Obertilliach über 10 Kilometer Freistil. Am Ende der Saison gewann er die Gesamtwertung des Alpencups mit deutlichem Vorsprung. Diese guten Resultate ermöglichten es ihm, im Skilanglauf-Weltcup zu starten. So gelang es ihm, zum Saisonabschluss im schwedischen Falun im Verfolgungswettbewerb als 25. seine ersten Weltcuppunkte zu erkämpfen. Bei den U23-Juniorenweltmeisterschaften in Tarvisio siegte Cologna im Verfolgungswettbewerb vor seinem Landsmann Curdin Perl. Auch über die 15 Kilometer Freistil war er nicht zu schlagen und gewann seine zweite Goldmedaille. In dieser Saison konnte er des Weiteren den Engadin Skimarathon gewinnen und wurde mit einem Sieg über 50 Kilometer klassisch erstmals Schweizer Meister im Seniorenbereich.
Nach mässigem Start in die Saison 2007/08 gelang es Cologna, sich im Seniorenbereich zu etablieren. Im russischen Rybinsk gelang ihm mit Platz acht über 30 Kilometer Freistil erstmals der Sprung unter die Top Ten in einem Weltcup-Wettbewerb. Dies gelang ihm auch in Otepää und Liberec. Beim Weltcupfinal in Bormio erkämpfte er sich mit Platz vier im Prolog über 3,3 Kilometer Freistil sein bestes Saisonergebnis. Bei den U23-Juniorenweltmeisterschaften in Mals gewann Cologna seine dritte U23-Goldmedaille mit einem Sieg über die 30 Kilometer Freistil.

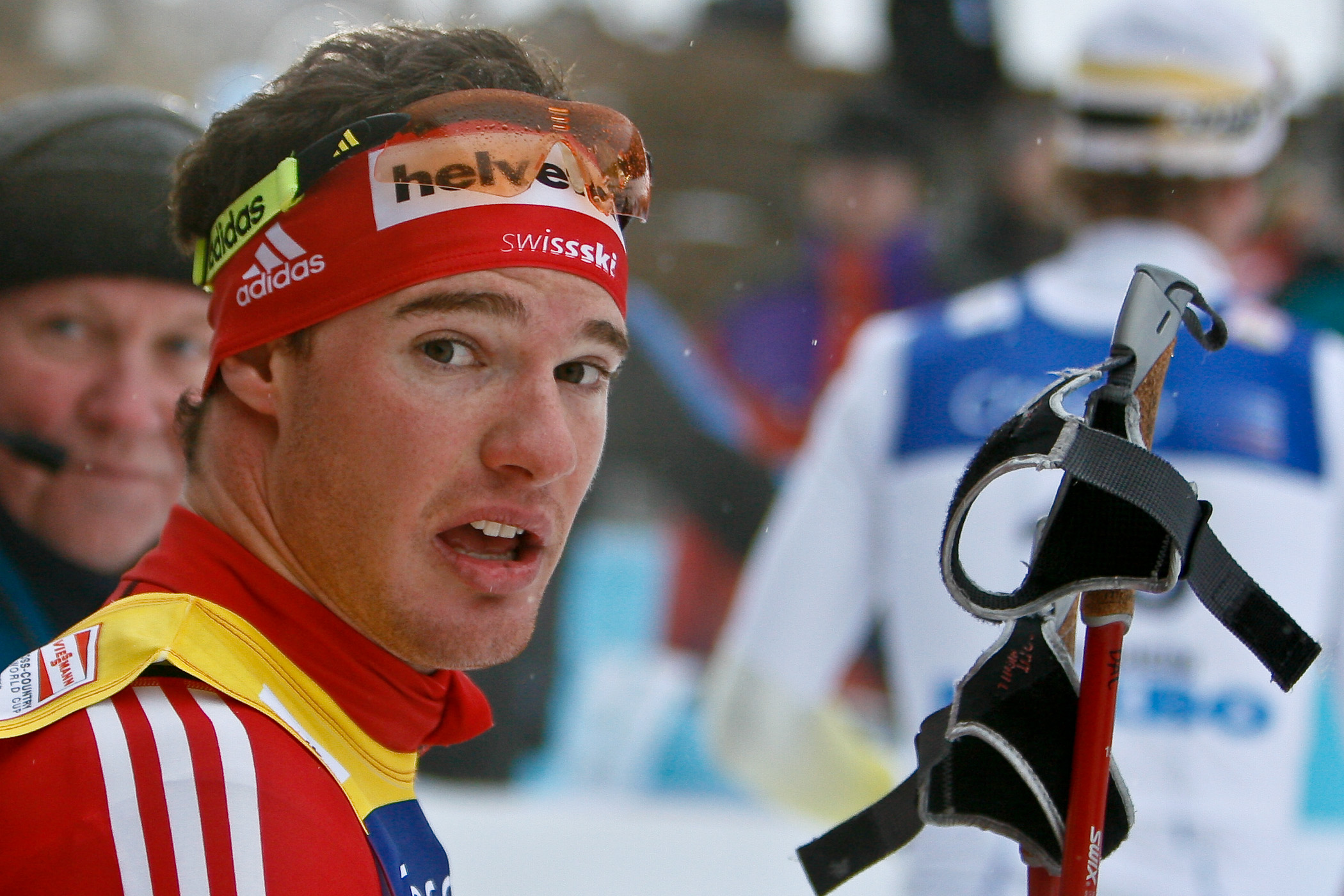
Cologna in Trondheim (2009)

In den ersten sechs Einzelwertungen der Weltcupsaison 2008/09 klassierte sich Cologna als einziger Läufer immer in den Punkterängen, darunter dreimal in den Top Ten. Am 14. Dezember 2008 übernahm er als erster Schweizer Langläufer überhaupt die Führung im Gesamtweltcup. Darauf folgte, wiederum als erster Schweizer Langläufer, der Gesamtsieg der Tour de Ski. Bei den Weltmeisterschaften 2009 im tschechischen Liberec verpasste er als Vierter im Sprint nur knapp seine erste WM-Medaille im Erwachsenenbereich. Auch über 15 Kilometer im klassischen Stil zeigte er als Sechster eine gute Leistung. Im Verfolgungsrennen über 30 Kilometer wurde er 41. und mit der schweizerischen Staffel Siebter.
Am 22. März 2009 wurde Cologna als erster Schweizer Langläufer und jüngster Langläufer seit 25 Jahren Gesamtweltcupsieger. Ausserdem entschied er die Gesamtwertung für die vier Rennen des Weltcup-Finals für sich. Am 15. Februar 2010 wurde er in Vancouver Olympiasieger über 15 km Freistil. Seit der Bronzemedaille 1988 in Calgary von Andy Grünenfelder über 50 km war dies die erste Schweizer Langlaufmedaille an Olympia. Ausserdem ist er damit der bisher einzige Schweizer Langläufer, der bei Olympischen Spielen ganz zuoberst auf dem Podest stand. Am 28. Februar 2010 war Cologna über 50 km auf bestem Weg, sich seine zweite olympische Medaille zu sichern. Er stürzte allerdings in der letzten Kurve 200 m vor dem Ziel wegen einer tückischen Eisplatte und fiel dadurch auf Rang zehn zurück. Zuvor war er im Verfolgungsrennen über 30 Kilometer 13., im Teamsprint Elfter und mit der Schweizer Langlaufstaffel Zehnter geworden. Zwei Wochen später entschied er zum zweiten Mal nach 2007 den Engadin Skimarathon für sich. Im Gesamtweltcup belegte er beim Sieg des Norwegers Petter Northug einen vierten Platz. Die gleiche Platzierung erreichte er im Distanzweltcup.
Seine Matura machte Cologna 2010 als Mitglied der Sportklasse am Hochalpinen Institut Ftan. In der nacholympischen Saison 2010/11 gelang es ihm, an vorangegangene Erfolge anzuknüpfen. Am 9. Januar 2011 gewann er nach drei Etappenerfolgen zum zweiten Mal die Tour de Ski vor Petter Northug und dem tschechischen Vorjahressieger Lukáš Bauer. Bei den Weltmeisterschaften 2011 kam er jedoch nicht über einen neunten Platz im Sprint hinaus. Im Massenstartrennen über 50 Kilometer (20.), im Verfolgungsrennen über 30 Kilometer (24.) und im Rennen über 15 Kilometer im klassischen Stil (25.) landete er hingegen nur auf Plätzen zwischen 20 und 30, während er mit der Schweizer Herren-Staffel Neunter wurde. Auch in der Saison 2011/12 gewann Cologna die Tour de Ski, vor Marcus Hellner und Petter Northug. Die Gesamtwertung entschied er zum insgesamt dritten Mal und mit deutlichem Vorsprung für sich. Im Januar 2013 wurde er zum Schweizer des Jahres 2012 gewählt.
Bei der Tour de Ski 2012/2013, die erstmals auch in seiner Heimat, dem Val Müstair, Halt machte, belegte Cologna hinter Alexander Legkow den zweiten Platz. Beim Saisonhöhepunkt, den Weltmeisterschaften 2013 im Val di Fiemme, sicherte er sich am 23. Februar 2013 mit dem Sieg im 30-km-Verfolgungsrennen erstmals einen Weltmeistertitel. Am 3. März kam die Silbermedaille über 50 km hinzu. Ausserdem wurde er Achter über 15 Kilometer in der freien Technik und Sechster mit der Schweizer Staffel. Im Dezember wurde er zum Schweizer Sportler des Jahres 2013 gewählt.
Cologna erlitt bei der Vorbereitung auf die Olympiasaison 2013/14 einen empfindlichen Rückschlag, als er am 11. November 2013 beim Joggen mehrere Bänderrisse im rechten Fussgelenk erlitt. Er wurde umgehend operiert und stand nach fünf Wochen bereits wieder auf Skiern. Cologna verzichtete auf den Start bei der Tour de Ski und widmete sich dem gezielten Aufbautraining. Den ersten wettkampfmässigen Einsatz nach der Verletzung hatte er am 10. Januar beim Continental Cup in Chamonix. Nachdem er zwei Schweizer Meistertitel errungen hatte, kehrte er am 1. Februar in Toblach in den Weltcup zurück und klassierte sich über 15 km klassisch sogleich als Zweiter. Beim ersten Rennen der Olympischen Winterspiele 2014 in Sotschi, dem Skiathlon über 30 km, gewann Cologna zum zweiten Mal eine olympische Goldmedaille. Seinen dritten Olympiasieg feierte er anschliessend beim Rennen über 15 km im klassischen Stil.
Im Teamsprint, welchen er mit seinem jüngeren Bruder Gianluca bestritt, erreichte er den Final und klassierte sich auf dem fünften Schlussrang. Im Sprint wurde er 26., und im abschliessenden Massenstartrennen über 50 Kilometer kam er als 27. ins Ziel.
Nach schwachem Start in die Saison 2014/15 in Ruka mit den Plätzen 45 und 24 errang Cologna bei der Nordic Opening in Lillehammer den achten Gesamtrang. Beim folgenden 15-km-Klassikrennen in Davos kam er auf den zweiten Platz. Die Tour de Ski 2015 beendete er auf dem vierten Rang. Dabei gewann er das Prologrennen in Oberstdorf und belegte den dritten Platz im 15-km-klassisch-Massenstartrennen im Val di Fiemme. Beim Weltcuprennen im Januar 2015 in Rybinsk erreichte den zweiten Platz im Skiathlon und siegte über 15 km Freistil. Bei den Weltmeisterschaften 2015 in Falun holte er Silber im Skiathlon. Zudem wurde er Sechster beim Massenstartrennen über 50 Kilometer, 18. über 15 Kilometer in der freien Technik und Fünfter mit der Staffel. Beim letzten Weltcuprennen der Saison in Oslo errang er den zweiten Platz im 50-km-Freistil-Massenstartrennen und beendete die Saison zunächst auf dem zweiten Platz im Gesamtweltcup. Nachdem im Juli 2016 dem Gesamtweltcupsieger Martin Johnsrud Sundby der Gesamtsieg der Tour de Ski 2015 aberkannt worden war, wurde Cologna nachträglich Gesamtweltcupsieger. Den Distanzweltcup gewann er zum zweiten Mal. Zu Beginn der folgenden Saison errang er den 13. Platz bei der Nordic Opening in Ruka. Dabei wurde er Dritter bei der Freistiletappe über 10 km. Die Tour de Ski 2016, bei der er in Oberstdorf den zweiten Platz im 15-km-Massenstartrennen belegte, musste er aufgrund einer Verletzung vorzeitig beenden. Er beendete darauf die Weltcupsaison und startete bei Skimarathonrennen. Dabei siegte er im Februar 2016 beim Gommerlauf über 42 km Freistil. Im folgenden Monat wurde er Fünfter beim Wasalauf. Nach Platz 26 zu Beginn der Saison 2016/17 bei der Weltcup-Minitour in Lillehammer wurde er bei der Tour de Ski 2016/17 mit sechs Top-Zehn-Platzierungen, darunter Platz drei im Skiathlon in Oberstdorf, Dritter. Beim Saisonhöhepunkt, den Nordischen Skiweltmeisterschaften 2017 in Lahti, belegte er den siebten Platz im 50-km-Massenstartrennen und den vierten Platz mit der Staffel, wobei die Schweizer ihre erste internationale Staffelmedaille seit den Olympischen Winterspielen von 1972 nur um zwei Zehntelsekunden verpassten. Im März 2017 gewann er zum dritten Mal den Engadin Skimarathon. Zum Saisonende kam er beim Weltcup-Final in Québec auf den fünften Platz und erreichte den neunten Platz im Distanzweltcup sowie den siebten Rang im Gesamtweltcup.

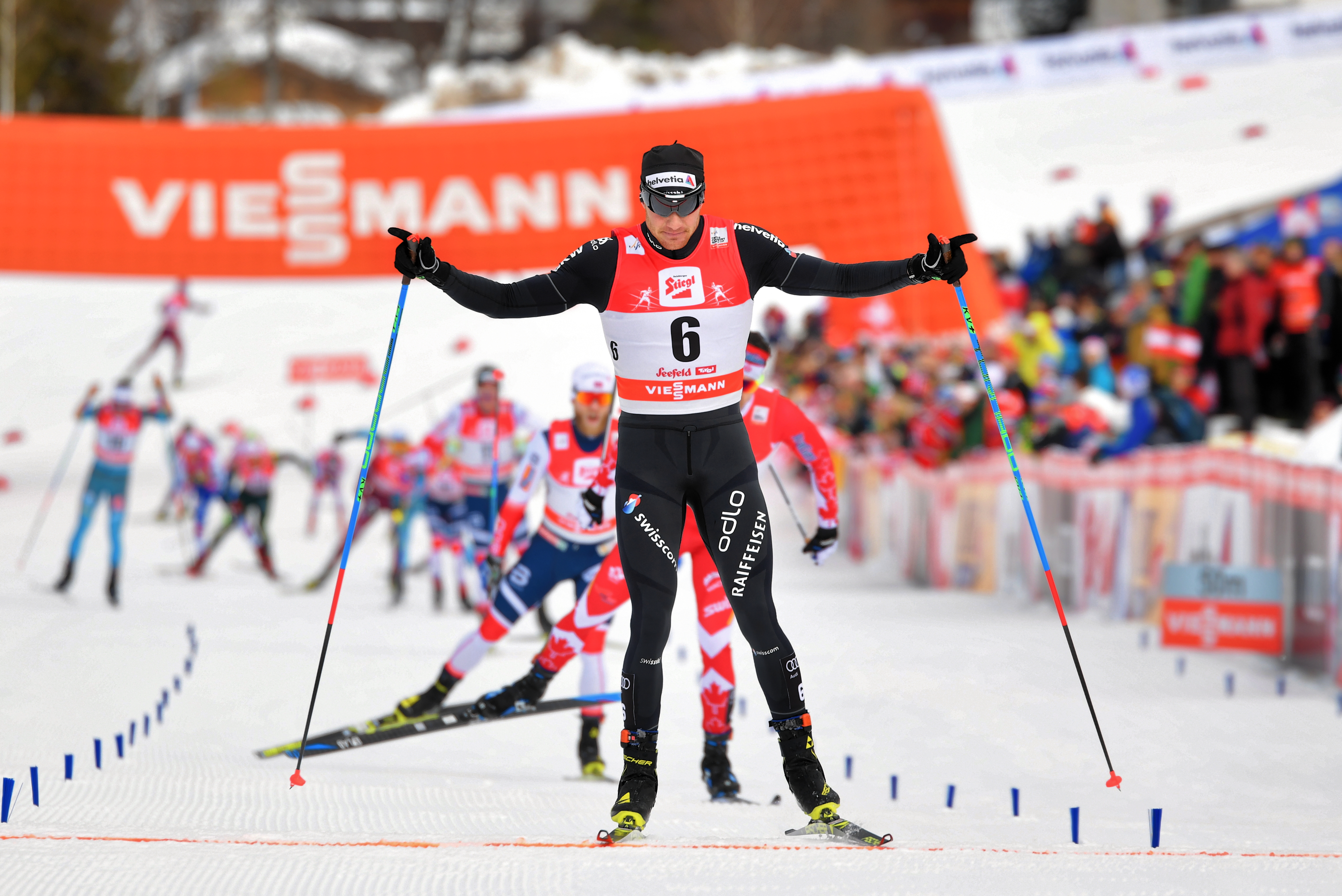
Cologna beim Sieg in Seefeld (2018)

Die Olympiasaison 2018 begann erfolgreich mit Siegen bei der 15-km-Verfolgung in der Lenzerheide, dem Gesamtsieg bei der Tour de Ski und begünstigt durch ein Nichtantreten des 2018 bislang überlegenen Johannes Høsflot Klæbo beim 15-km-Massenstart Ende Januar in Seefeld.
 Für die Eröffnungsfeier der Olympischen Winterspiele im koreanischen Pyeongchang wurde Cologna als Fahnenträger der Schweizer Delegation bestimmt. Am 16. Februar gewann er im 15-km-Freistilrennen und holte damit seinen vierten Olympiasieg. Zudem wurde er Sechster im Skiathlon, Neunter im Massenstartrennen über 50 Kilometer und jeweils Elfter im Sprint und mit der Schweizer Langlaufstaffel. Beim Weltcupfinal in Falun wurde er Dritter und errang abschliessend den zweiten Platz im Gesamtweltcup sowie den ersten Platz im Distanzweltcup. Im März 2018 wurde er Schweizer Meister über 50 km Freistil und im Sprint.
In der Saison 2018/19 errang Cologna den zehnten Platz beim Lillehammer Triple und den 12. Platz beim Weltcupfinal in Québec und erreichte abschliessend den 23. Platz im Gesamtweltcup sowie den 19. Rang im Distanzweltcup. Seine Ergebnisse bei den Nordischen Skiweltmeisterschaften 2019 in Seefeld in Tirol waren der achte Platz mit der Staffel, der siebte Platz im Massenstartrennen über 50 Kilometer, der sechste Rang über 15 km klassisch und der 14. Platz im Skiathlon. Im März 2019 gewann er zum vierten Mal den Engadin Skimarathon und errang bei den Schweizer Meisterschaften in Engelberg den dritten Platz über 50 km klassisch. Nach Platz drei über 15 km Freistil in Davos zu Beginn der Saison 2019/20 wurde er Siebter bei der Tour de Ski 2019/20 und Zehnter bei der Skitour. Zum Saisonende errang er in Lahti den zweiten Platz mit der Staffel und erreichte den zehnten Platz im Gesamtweltcup und den neunten Rang im Distanzweltcup. In der Saison 2020/21 lief er auf den 30. Platz beim Ruka Triple und auf den achten Rang bei der Tour de Ski 2021. Dabei wurde er in Val Müstair Zweiter im 15-km-Massenstartrennen. Seine besten Ergebnisse bei den Nordischen Skiweltmeisterschaften 2021 in Oberstdorf waren der neunte Platz im 50-km-Massenstartrennen und der fünfte Rang mit der Staffel. Zum Saisonende kam er im Engadin auf den 14. Platz im 15-km-Massenstartrennen und auf den neunten Rang in der Verfolgung und erreichte abschliessend den 11. Platz im Gesamtweltcup und den neunten Rang im Distanzweltcup. Ende März 2021 wurde er in Sedrun Schweizer Meister im 50-km-Massenstartrennen und Dritter im Sprint. Im folgenden Jahr belegte er bei den Olympischen Winterspielen in Peking den 44. Platz über 15 km klassisch, den 14. Rang im 50-km-Massenstartrennen sowie zusammen mit Jonas Baumann, Candide Pralong und Roman Furger den siebten Platz in der Staffel. Zudem siegte er bei den Schweizer Meisterschaften 2022 in Zweisimmen im Skiathlon und im 50-km-Massenstartrennen.

## Erfolge

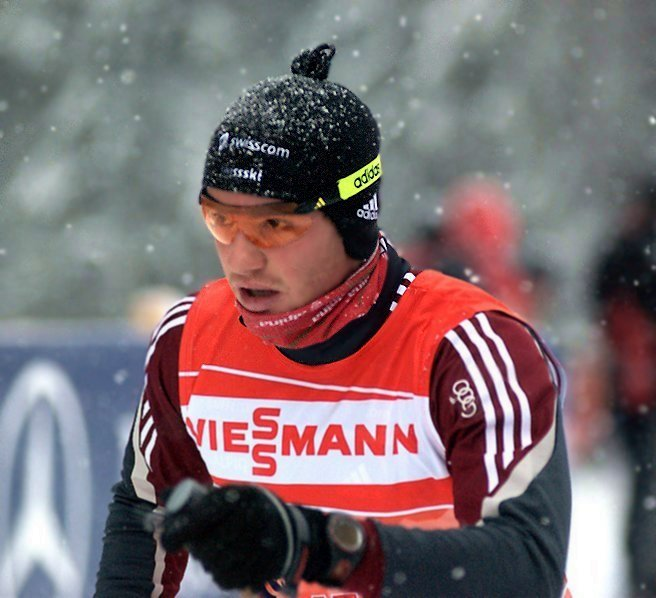
Cologna während der Tour de Ski 2009/2010

### Siege bei Weltcuprennen

#### Weltcupsiege im Einzel
| Nr. | Datum             | Ort               | Disziplin                       |
| --- | ----------------- | ----------------- | ------------------------------- |
| 1.  | 4. Januar 2009    | Tour de Ski       | Gesamtwertung                   |
| 2.  | 22. März 2009     | Stockholm / Falun | Gesamtwertung Weltcup-Finale    |
| 3.  | 9. Januar 2011    | Tour de Ski       | Gesamtwertung                   |
| 4.  | 12. März 2011     | Lahti             | 20 km Skiathlon                 |
| 5.  | 18. Dezember 2011 | Rogla             | 1,2 km Sprint Freistil          |
| 6.  | 8. Januar 2012    | Tour de Ski       | Gesamtwertung                   |
| 7.  | 21. Januar 2012   | Otepää            | 1,4 km Sprint klassisch         |
| 8.  | 22. Januar 2012   | Otepää            | 15 km klassisch Individualstart |
| 9.  | 3. März 2012      | Lahti             | 30 km Skiathlon                 |
| 10. | 18. März 2012     | Stockholm / Falun | Gesamtwertung Weltcup-Finale    |
| 11. | 2. Februar 2013   | Sotschi           | 30 km Skiathlon                 |
| 12. | 23. Januar 2015   | Rybinsk           | 15 km Freistil Individualstart  |
| 13. | 7. Januar 2018    | Tour de Ski       | Gesamtwertung                   |
| 14. | 28. Januar 2018   | Seefeld in Tirol  | 15 km Freistil Massenstart      |
| 15. | 10. März 2018     | Oslo              | 50 km Freistil Massenstart      |

#### Etappensiege bei Weltcuprennen
| Nr. | Datum             | Ort         | Disziplin                       | Rennen              |
| --- | ----------------- | ----------- | ------------------------------- | ------------------- |
| 1.  | 28. Dezember 2008 | Oberhof     | 15 km Verfolgung klassisch 1    | Tour de Ski 2008/09 |
| 2.  | 21. März 2009     | Falun       | 20 km Skiathlon                 | Weltcup-Finale 2009 |
| 3.  | 19. März 2010     | Falun       | 3,3 km Prolog klassisch         | Weltcup-Finale 2010 |
| 4.  | 27. November 2010 | Kuusamo     | 10 km klassisch Individualstart | Nordic Opening 2010 |
| 5.  | 1. Januar 2011    | Oberhof     | 15 km Verfolgung klassisch 1    | Tour de Ski 2010/11 |
| 6.  | 6. Januar 2011    | Toblach     | 35 km Verfolgung Freistil 1     | Tour de Ski 2010/11 |
| 7.  | 5. Januar 2012    | Toblach     | 35 km Verfolgung Freistil 1     | Tour de Ski 2011/12 |
| 8.  | 17. März 2012     | Falun       | 15 km klassisch Massenstart     | Weltcup-Finale 2012 |
| 9.  | 3. Januar 2015    | Oberstdorf  | 4,4 km Prolog Freistil          | Tour de Ski 2015    |
| 10. | 31. Dezember 2017 | Lenzerheide | 15 km klassisch Individualstart | Tour de Ski 2017/18 |
| 11. | 1. Januar 2018    | Lenzerheide | 15 km Verfolgung Freistil 1     | Tour de Ski 2017/18 |

#### Weltcupsiege im Team
| Nr. | Datum             | Ort       | Disziplin           |
| --- | ----------------- | --------- | ------------------- |
| 1.  | 19. Dezember 2010 | La Clusaz | 4 × 10 km Staffel 2 |

### Siege bei Continental-Cup-Rennen
| Nr. | Datum             | Ort                     | Disziplin                       | Serie    |
| --- | ----------------- | ----------------------- | ------------------------------- | -------- |
| 1.  | 27. Februar 2007  | Obertilliach            | 10 km Freistil Individualstart  | Alpencup |
| 2.  | 3. Februar 2012   | Campra                  | Sprint klassisch                | Alpencup |
| 3.  | 4. Februar 2012   | Campra                  | 10 km klassisch Individualstart | Alpencup |
| 4.  | 15. Dezember 2012 | St. Ulrich am Pillersee | 10 km Freistil Individualstart  | Alpencup |

### Siege bei Worldloppet-Cup-Rennen
Anmerkung: Vor der Saison 2015/16 hiess der Worldloppet Cup noch Marathon Cup.
| Nr. | Datum         | Ort            | Rennen              | Disziplin                  |
| --- | ------------- | -------------- | ------------------- | -------------------------- |
| 1.  | 11. März 2007 | Maloja–S-chanf | Engadin Skimarathon | 42 km Freistil Massenstart |
| 2.  | 14. März 2010 | Maloja–S-chanf | Engadin Skimarathon | 42 km Freistil Massenstart |
| 3.  | 12. März 2017 | Maloja–S-chanf | Engadin Skimarathon | 42 km Freistil Massenstart |

### Siege bei Ski-Classics-Rennen
| Nr. | Datum         | Ort            | Rennen              | Disziplin                  |
| --- | ------------- | -------------- | ------------------- | -------------------------- |
| 1.  | 10. März 2019 | Maloja–S-chanf | Engadin Skimarathon | 42 km Freistil Massenstart |

### Sonstige Siege bei Skimarathon-Rennen
- 2016 Gommerlauf, 42 km Freistil

### Teilnahmen an Weltmeisterschaften und Olympischen Winterspielen

#### Olympische Spiele
| Jahr und Ort     | Wettbewerb | Wettbewerb | Wettbewerb | Wettbewerb | Wettbewerb | Wettbewerb |
| Jahr und Ort     | 15 km      | Skiathlon  | 50 km      | Sprint     | Staffel    | Teamsprint |
| ---------------- | ---------- | ---------- | ---------- | ---------- | ---------- | ---------- |
| 2010 Vancouver   | 1.         | 13.        | 10.        | –          | 10.        | 11.        |
| 2014 Sotschi     | 1.         | 1.         | 27.        | 26.        | –          | 5.         |
| 2018 Pyeongchang | 1.         | 6.         | 9.         | –          | 10.        | 11.        |
| 2022 Peking      | 44.        | –          | 14.        | –          | 7.         | –          |

#### Nordische Skiweltmeisterschaften
| Jahr und Ort       | Wettbewerb | Wettbewerb | Wettbewerb | Wettbewerb | Wettbewerb | Wettbewerb |
| Jahr und Ort       | 15 km      | Skiathlon  | 50 km      | Sprint     | Staffel    | Teamsprint |
| ------------------ | ---------- | ---------- | ---------- | ---------- | ---------- | ---------- |
| 2009 Liberec       | 6.         | 41.        | –          | 4.         | 7.         | –          |
| 2011 Oslo          | 25.        | 24.        | 20.        | 9.         | 9.         | –          |
| 2013 Val di Fiemme | 8.         | 1.         | 2.         | –          | 6.         | –          |
| 2015 Falun         | 18.        | 2.         | 6.         | –          | 5.         | –          |
| 2017 Lahti         | –          | –          | 7.         | –          | 4.         | –          |
| 2019 Seefeld       | 6.         | 13.        | 7.         | –          | 8.         | –          |
| 2021 Oberstdorf    | 13.        | 10.        | 9.         | –          | 5.         | –          |

## Platzierungen im Weltcup

### Weltcup-Statistik
Die Tabelle zeigt die erreichten Platzierungen im Einzelnen.
- 1.–3. Platz: Anzahl der Podiumsplatzierungen
- Top 10: Anzahl der Platzierungen unter den ersten zehn
- Punkteränge: Anzahl der Platzierungen innerhalb der Punkteränge
- Starts: Anzahl gelaufener Rennen in der jeweiligen Disziplin
- Hinweis: Bei den Distanzrennen erfolgt die Einordnung gemäss FIS.

| Platzierung               | Distanzrennen a | Distanzrennen a | Distanzrennen a | Distanzrennen a | Distanzrennen a | Skiathlon Verfolgung | Sprint | Etappen- rennen b | Gesamt | Team c | Team c  |
| Platzierung               | ≤ 5 km          | ≤ 10 km         | ≤ 15 km         | ≤ 30 km         | > 30 km         | Skiathlon Verfolgung | Sprint | Etappen- rennen b | Gesamt | Sprint | Staffel |
| ------------------------- | --------------- | --------------- | --------------- | --------------- | --------------- | -------------------- | ------ | ----------------- | ------ | ------ | ------- |
| 1. Platz                  | 2               | 1               | 5               |                 | 1               | 9                    | 2      | 6                 | 26     |        | 1       |
| 2. Platz                  | 4               |                 | 9               | 2               | 2               | 5                    | 3      | 3                 | 28     |        | 1       |
| 3. Platz                  | 2               | 1               | 5               |                 |                 | 3                    | 4      | 4                 | 19     |        |         |
| Top 10                    | 12              | 12              | 45              | 5               | 6               | 40                   | 21     | 23                | 164    |        | 16      |
| Punkteränge               | 15              | 14              | 79              | 11              | 8               | 61                   | 47     | 29                | 264    | 1      | 17      |
| Starts                    | 15              | 14              | 88              | 12              | 10              | 65                   | 81     | 29                | 314    | 1      | 17      |
| Stand: Saisonende 2021/22 |                 |                 |                 |                 |                 |                      |        |                   |        |        |         |

### Weltcup-Gesamtplatzierungen
| Saison  | Gesamt | Gesamt | Distanz | Distanz | Sprint | Sprint |
| Saison  | Punkte | Platz  | Punkte  | Platz   | Punkte | Platz  |
| ------- | ------ | ------ | ------- | ------- | ------ | ------ |
| 2006/07 | 6      | 145.   | 6       | 94.     | -      | -      |
| 2007/08 | 193    | 37.    | 113     | 35.     | 76     | 37.    |
| 2008/09 | 1346   | 1.     | 541     | 2.      | 205    | 9.     |
| 2009/10 | 885    | 4.     | 384     | 4.      | 197    | 13.    |
| 2010/11 | 1566   | 1.     | 706     | 1.      | 180    | 12.    |
| 2011/12 | 2216   | 1.     | 1052    | 1.      | 404    | 6.     |
| 2012/13 | 1364   | 3.     | 644     | 2.      | 210    | 9.     |
| 2013/14 | 80     | 67.    | 80      | 41.     | -      | -      |
| 2014/15 | 1103   | 1.     | 821     | 1.      | 18     | 64.    |
| 2015/16 | 335    | 23.    | 248     | 20.     | 47     | 42.    |
| 2016/17 | 788    | 7.     | 424     | 9.      | 24     | 54.    |
| 2017/18 | 1290   | 2.     | 698     | 1.      | 44     | 38.    |
| 2018/19 | 334    | 23.    | 228     | 19.     | 10     | 69.    |
| 2019/20 | 649    | 10.    | 425     | 9.      | 2      | 89.    |
| 2020/21 | 461    | 11.    | 303     | 9.      | 28     | 46.    |
| 2021/22 | 77     | 58.    | 77      | 32.     | -      | -      |

### Platzierungen bei Weltcup-Etappenrennen
| Saison  | Nordic Opening | Tour de Ski | Weltcup-Finale | Ski Tour Canada |
| ------- | -------------- | ----------- | -------------- | --------------- |
| 2007/08 | –              | 30.         | -              | –               |
| 2008/09 | –              | 1.          | 1.             | –               |
| 2009/10 | –              | 3           | 8.             | –               |
| 2010/11 | 2.             | 1.          | 3.             | –               |
| 2011/12 | 2.             | 1.          | 1.             | –               |
| 2012/13 | 4.             | 2.          | 5.             | –               |
| 2013/14 | –              | –           | –              | –               |
| 2014/15 | 8.             | 4.          | –              | –               |
| 2015/16 | 13.            | WD          | –              | –               |
| 2016/17 | 26.            | 3.          | 5.             | –               |
| 2017/18 | 17.            | 1.          | 3.             | –               |
| 2018/19 | 10.            | WD          | 12.            | –               |
| 2019/20 | WD             | 7.          | –              | –               |
| 2020/21 | 30.            | 8.          | –              | –               |

Legende: WD: Zu einer Etappe im Rennverlauf nicht mehr angetreten (withdrawal).

## Auszeichnungen
- 2017/18: «Nordic Ski King» der FIS[10]

## Sonstiges

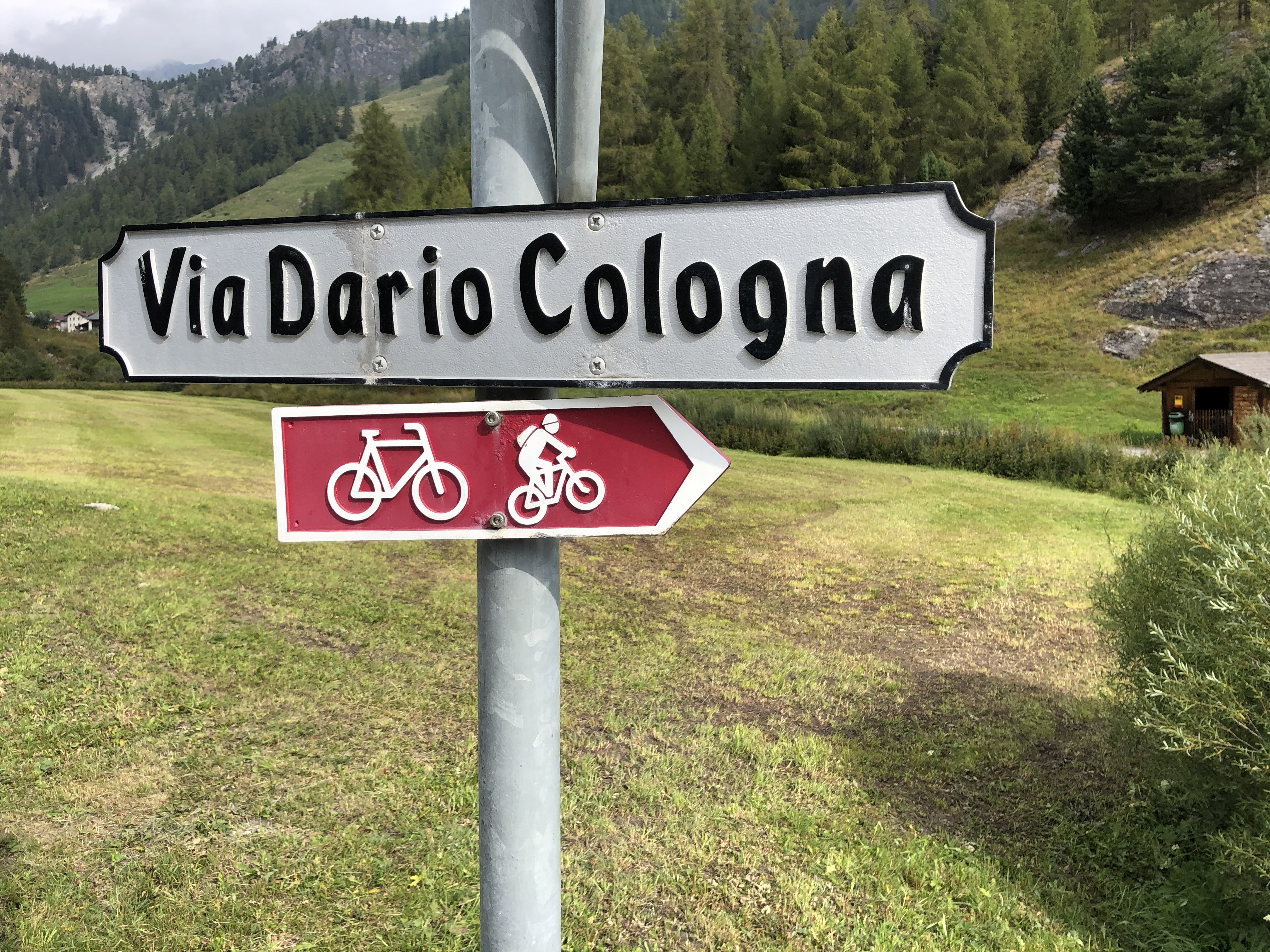
Strassenschild bei Tschierv

- Seit 2010 trägt ein Zug der Rhätischen Bahn, der RhB ABe 8/12 3504, den Namen Dario Cologna.[11]
- Bei Tschierv ist eine Strasse nach Dario Cologna benannt.